# 515 TCN
515 TCN là một năm trong lịch La Mã.